# Ryzykant (film 1993)
Ryzykant (hindi: बाज़ीगर / Baazigar, urdu: بازی گر) – bollywoodzki film akcji z 1993 roku w reżyserii braci Abbas-Mustan. Fabuła zainspirowana jest hollywoodzkim Pocałunkiem przed śmiercią (1991). Główne role zagrali Shah Rukh Khan i Kajol. Zdjęcia kręcono w Mumbaju.
Tematem filmu jest zemsta kogoś, komu krzywda odebrała dzieciństwo. Bohater, aby przeprowadzić swój plan zemsty przyjmuje podwójną tożsamość i uwodzi córki krzywdziciela, nieoczekiwanie sam się w jednej z nich zakochując. Miłość i zemsta – ulubione motywy Bollywoodu wyrażane są tu też poprzez śpiew i taniec.

## Opis fabuły
Madan Chopra (Dalip Tahil) to cieszący się bogactwem i dwoma dorosłymi córkami wdowiec. Jego pasją są wyścigi. Podczas jego ostatniego pożegnalnego wyścigu młody Vicky Malhotra (Shah Rukh Khan) pozwala mu wygrać komentując swój gest słowami: „Czasem ktoś musi coś przegrać, aby coś wygrać. O takiej osobie mówi się BAAZIGAR”. Tytułowy ryzykant, gracz wślizguje się w życie Madana Chopry, rozpalając serce jego córki Priyi (Kajol). Ale także druga jego córka Seema (Shilpa Shetty) jest zakochana w tajemniczym Ajayu. Chce go poślubić choćby wbrew woli ojca. Vicky Malhotra i Ajay Sharma to dwie twarze tego samego gracza. Rozkochując jednocześnie w sobie obie siostry, nie chce on chwały Don Juana, ale realizuje latami planowaną zemstę na ich ojcu. Skrzywdzony w dzieciństwie, osierocony przez ojca, od dziecka skazany na rolę rodzica wobec swojej psychicznie chorej matki (Rekha) marzy o zemście na człowieku, który przyczynił się do jego nieszczęścia. Uroczy, zabawny, okazujący czułość zabija z zimną krwią. Zamienia siebie w skuteczne narzędzie zemsty, które ma jednak jedną słabość, mściciel się zakochuje.

## Obsada
- Shahrukh Khan – Ajay Sharma/Vicky Malhotra
- Raakhee – Shobha (matka Ajaya)
- Kajol – Priya Chopra
- Siddharth – Inspektor Karan
- Shilpa Shetty – Seema Chopra
- Dalip Tahil – Madan Chopra
- Johnny Lever – Babulal
- Anant Mahadevan – Vishwanath Sharma (ojciec Ajaya)
- Adi Irani – Vicky Malhotra
- Sumeet Pathak – młody Ajay

## Piosenki
Twórcą ich jest Anu Malik, nagrodzony Nagrodą Filmfare za Najlepszą Muzykę. Lista wykorzystanych w filmie piosenek:
1. „Baazigar, o Baazigar” – Kumar Sanu i Alka Yagnik
2. „Chhupana Bhi Nahin” – Vinod Rathod i Alka Yagnik
3. „Ae Mere Humsafar” – Vinod Rathodi Asha Bosle
4. „Kitaaben Bahut Si” – Vinod Rathod
5. „Yeh Kaali Kaali Aankhen” – Kumar Sanu

## Nagrody Filmfare i nominacje
- Nagrody Filmfare:
  - Shah Rukh Khan – Nagroda Filmfare dla Najlepszego Aktora
  - Anu Malik – Nagroda Filmfare za Najlepszą Muzykę
  - Robin Bhatt – Nagroda Filmfare za Najlepszy Scenariusz
  - Kumar Sanu w piosence „Yeh Kaali Kaali Aankhen” – Nagroda Filmfare dla Najlepszego Solisty
- Nominacje do nagrody Filmfare:
  - Ganesh Jain za najlepszy film
  - Shilpa Shetty dla najlepszej aktorki drugoplanowej
  - Dev Kohli za najlepszy tekst piosenki „Yeh Kaali Kaali Aakhen”
  - Solista Kumar Sonu za piosenkę „Baazigar, o Baazigar”
  - Solistka Alka Yagnik za piosenkę „Baazigar, o Baazigar”